# إرنست دوكينز
إرنست دوكينز (بالإنجليزية: Ernest Dawkins)‏ هو عازف جاز أمريكي، ولد في 2 نوفمبر 1953 في إلينوي في الولايات المتحدة.

## وصلات خارجية
- إرنست دوكينز على موقع ميوزك برينز (الإنجليزية)
- إرنست دوكينز على موقع أول ميوزيك (الإنجليزية)
- إرنست دوكينز على موقع ديسكوغز (الإنجليزية)